# Интерахамве
«Интерахамве» (руанда Interahamwe — «те, кто нападает вместе») — вооружённое 30-тысячное ополчение экстремистов хуту, печально прославившееся как активисты геноцида в Руанде (1994). Исповедуют идеологию «Власть хуту».

## История
После прихода к власти Руандийского патриотического фронта (РПФ), отряды «Интерахамве» отступили на территорию Заира, где сформировали повстанческие группировки РДР (1994—1996) и АЛИР (C 1997). В годы Великой африканской войны сражались на стороне правительства Демократической Республики Конго.

## Персоналии
- Теонесте Багосора — 18 декабря 2008 года был приговорён к пожизненному заключению Международным трибуналом по Руанде, в том числе за организацию «Интерахамве»[1].
- Фродуальд Карамира — сыграл значительную роль в создании и вооружении «Интерахамве»[2].
- Жорж Рутаганда[англ.] — один из лидеров «Интерахамве».